# Auwald (gemeindefreies Gebiet)

Der Auwald am westlichen Rand des Landkreises Neu-Ulm

Koordinaten: 48° 15′ 31″ N, 10° 4′ 8″ O
Der Auwald ist ein 4,96 km² großes gemeindefreies Gebiet im Landkreis Neu-Ulm im Bayerisch Schwaben. Das Gebiet ist unbewohnt.

## Geografie

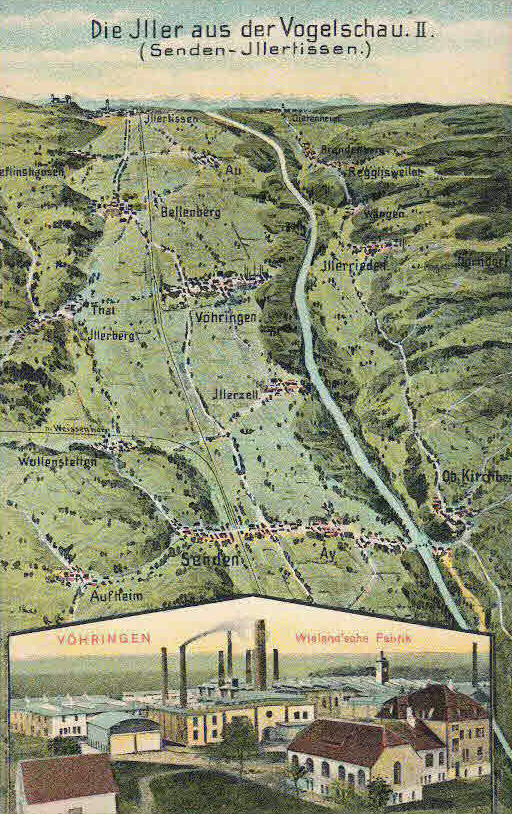
Nördlicher Auwald auf altem Luftbild, (Blick von Norden, nach 1910)

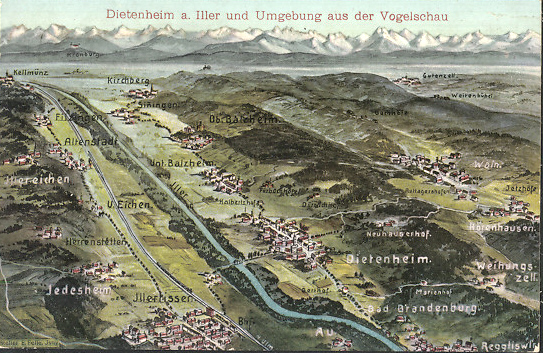
Südlicher Auwald auf alter Postkarte, (Blick von Norden 1911)

### Lage
Der Auwald liegt unmittelbar östlich der bayrischen Landesgrenze zu Baden-Württemberg auf einer Höhe von 498 bis 514 m ü. NN. Er erstreckt sich westlich und östlich der Iller von Flusskilometer 15,3 bis 23, somit über 7,7 Kilometer. Bei einer Fläche von 4,96 km² ergibt das eine durchschnittliche Breite von 644 Metern. Bei Flusskilometer 17,6 mündet von rechts der Illerkanal ein.

### Nachbargemeinden
| Gemeinde Illerrieden | Stadt Vöhringen                             | Gemeinde Bellenberg |
| Gemeinde Dietenheim  | Kompassrose, die auf Nachbargemeinden zeigt | Stadt Illertissen   |
| Gemeinde Balzheim    | Gemeinde Altenstadt                         |                     |

## Schutzgebiete
Ein Teil des Gebietes ist als Wasserschutzgebiet ausgewiesen. Außerdem liegt mit dem Naturwald Auwälder der unteren Iller ein Großschutzgebiet für Auwälder im gemeindefreien Gebiet.

## Siehe auch

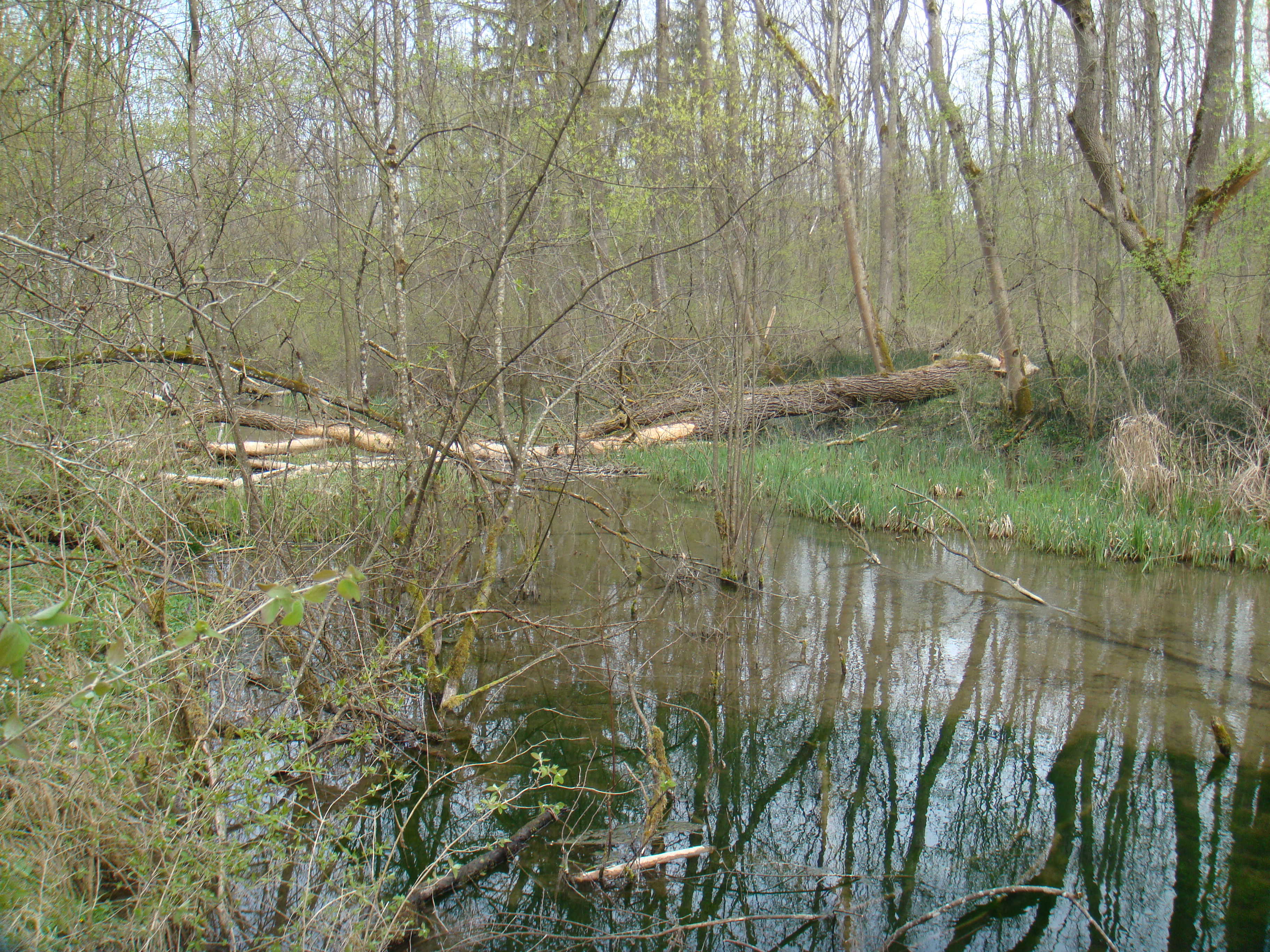
Auwald bei Au im Frühling